# Zębiełek omański
Zębiełek omański (Crocidura dhofarensis) – gatunek owadożernego ssaka z rodziny ryjówkowatych (Soricidae). Znany tylko z regionów Dhofar i Khadrafi w Omanie. Okazy znajdowano na wysokości 620 m n.p.m. Nic nie wiadomo na temat zachowania, populacji i występowania tego ssaka. Pierwotnie opisany jako podgatunek Crocidura somalica. W Czerwonej księdze gatunków zagrożonych Międzynarodowej Unii Ochrony Przyrody i Jej Zasobów został zaliczony do kategorii DD (niedostateczne dane).